# Християнські демократи (Швеція)
Християнські демократи (швед. Kristdemokraterna, KD) — християнсько-демократична

політична партія Швеції. Вона була заснована у 1964 році, до 1985 року співпрацювала з Партією центру. 
З 25 квітня 2015 року лідером партії є Ебба Буш Тор.
KD була молодшим партнером у правоцентристському коаліційному уряді Альянсу на чолі з прем’єр-міністром Фредріком Рейнфельдтом у 2006 — 2014 роках, а пізніше була частиною правоцентристської опозиції, поки вона не розпустилася в січні 2019 року. 
З 2021 KD в основному співпрацює з Помірною партією і лібералами.

## Історія
Партія була заснована в 1964 році, але до 1985 року до Риксдагу не потрапляла (в 1985 р - в коаліції з Партією Центру, самостійно - вперше в 1991 році). Першим лідером партії був Біргер Екстедт, після смерті якого в 1973 новим головою партії став Альф Свеннсон. З 3 квітня 2004 року партію очолював Йоран Хегглунд.
На партійному з'їзді, що відбувся 25 квітня 2015 року, новим лідером партії була одноголосно обрана 28-річна Ебба Буш Тор. У своїй першій промові на новій посаді вона сказала, що головне завдання християнських демократів - боротьба зі злом і несправедливістю.

## Ідеологія
Християнські демократи Швеції мають схожу на інші християнсько-демократичні партії ідеологію - демократія і соціальний консерватизм, засновані на принципах християнства. Ґрунтуючись на принципах християнської етики, партія в центр своєї політики ставить сім'ю, зокрема ідею зміцнення традиційної родини, проголошуючи людську гідність як відправного пункту своїх політичних дій. Християнські демократи виступають проти одностатевих шлюбів і стали єдиною парламентською партією, чиї представники не були присутні на стокгольмському гей-прайді.
Важливими питаннями для партії є:
- Гідний рівень охорони здоров'я та соціальних послуг, зокрема поліпшення догляду за літніми і старими
- Свобода вибору для батьків вибирати форми догляду за своїми дітьми
- Забезпечення безпеки на вулицях
- Скорочення бюрократії у сфері регулювання бізнесу
- Зниження податків.

Основні поняття
- Головний принцип - цінність людини.
- Персоналістичне ставлення до людини.
- Недосконалість людини.
- Думка про господарювання.
- Принцип субсидіарності.
- Принцип солідарності.

## Участь у виборах

### Риксдаг
| Вибори | Голоси  | %         | Місць    | +/–  | Уряд              |
| ------ | ------- | --------- | -------- | ---- | ----------------- |
| 1964   | 75,389  | 1.8 (#6)  | 0 / 233  |      | Позапарламентська |
| 1968   | 72,377  | 1.5 (#7)  | 0 / 233  |      | Позапарламентська |
| 1970   | 88,770  | 1.8 (#6)  | 0 / 350  |      | Позапарламентська |
| 1973   | 90,388  | 1.8 (#6)  | 0 / 350  |      | Позапарламентська |
| 1976   | 73,844  | 1.4 (#6)  | 0 / 349  |      | Позапарламентська |
| 1979   | 75,993  | 1.4 (#6)  | 0 / 349  |      | Позапарламентська |
| 1982   | 103,820 | 1.9 (#6)  | 0 / 349  |      | Позапарламентська |
| 1985   | 131,548 | 2.4 (#6)  | 1 / 349  | ▲ 1  | Опозиція          |
| 1988   | 158,182 | 2.9 (#5)  | 0 / 349  | ▼ 1  | Позапарламентська |
| 1991   | 390,351 | 7.1 (#5)  | 26 / 349 | ▲ 26 | Коаліція          |
| 1994   | 225,974 | 4.1 (#7)  | 15 / 349 | ▼ 11 | Опозиція          |
| 1998   | 618,033 | 11.7 (#4) | 42 / 349 | ▲ 27 | Опозиція          |
| 2002   | 485,235 | 9.2 (#4)  | 33 / 349 | ▼ 9  | Опозиція          |
| 2006   | 365,998 | 6.6 (#5)  | 24 / 349 | ▼ 9  | Коаліція          |
| 2010   | 333,696 | 5.6 (#8)  | 19 / 349 | ▼ 5  | Коаліція          |
| 2014   | 284,806 | 4.6 (#8)  | 16 / 349 | ▼ 3  | Опозиція          |
| 2018   | 409,478 | 6.3 (#6)  | 22 / 349 | ▲ 6  | Опозиція          |
| 2022   | 345,712 | 5.3 (#6)  | 19 / 349 | ▼ 3  | TBD               |

### Європарламент
| Вибори    | Голосів | %        | Місць         | +/-     |
| --------- | ------- | -------- | ------------- | ------- |
| 1995      | 105,173 | 3.9 (#7) | 0 / 22        |         |
| 1999      | 193,354 | 7.6 (#6) | 2 / 22        | ▲ 2     |
| 2004      | 142,704 | 5.7 (#8) | 1 / 19        | ▼ 1     |
| 2009 2011 | 148,141 | 4.7 (#8) | 1 / 18 1 / 20 | ▬ 0 ▬ 0 |
| 2014      | 220,574 | 5.9 (#8) | 1 / 20        | ▬       |
| 2019 2020 | 357,856 | 8.6 (#6) | 2 / 20 2 / 21 | ▲ 1 ▬ 0 |

## Структура

#### Округи
Округи відповідають ленам.
Вищий орган округу - окружна конференція (distriktsstämma), між окружними конференціями - окружне правління (distriktsstyrelsen).

#### Комунальні організації
Комунальні організації відповідають містам і комунам.
Вищий орган комунальної організації - річна конференція комунальної організації (kommunorganisationens årsmöte), між річними конференціями комунальної організації - правління комунальної організації (kommunorganisationsstyrelse).

#### Християнсько-демократичний союз молоді
Молодіжна організація - Християнсько-демократичний союз молоді (Kristdemokratiska ungdomsförbundet, KDU, ХДСМ). ХДСМ складається з округів (distrikt).
Вищий орган ХДСМ - національна конференція (riksmöte), між національними конференціями - союзне правління (förbundsstyrelse).